# 李建鎬
李 建鎬（イ・ゴノ、朝鮮語: 이건호、1917年7月21日 - 2020年4月12日）は、大韓民国の弁護士、法学者、教授、政治家。第11代韓国国会議員。
本貫は全州李氏、号は為村（ウィチョン、위촌/爲村）。カトリック教徒。

## 経歴
日本統治時代の忠清北道清州郡（現・清州市）またはソウル出身。東北帝国大学（現・東北大学）法学部卒。法学博士。朝鮮弁護士試験合格。普成専門学校、高麗大学校、ソウル大学校や梨花女子大学校で講義したほか、中央日報論説委員、成均館大学校教授、梨花女子大学校大学院長、国会議員、民主正義党中央委員会副議長、韓国放送倫理委員会委員長、ユネスコ韓国委員長、韓国刑法学会会長を歴任した。
2020年4月12日に死去。享年102。